# Filariose
Als Filariosen (Syn. Filariasis) werden verschiedene Erkrankungen benannt, die auf die Infektion mit parasitischen Fadenwürmern, den Filarien (Vertreter der Filarioidea), zurückgehen. Sie gehören entsprechend zu den Wurmerkrankungen. Filariosen manifestieren sich artabhängig vor allem im Lymphgefäßsystem oder im oberflächlichen wie auch tieferen Bindegewebe.
Filariose zählt zu den sogenannten Big Five, den fünf häufigsten Vernachlässigten Tropischen Krankheiten, die auch als NTDs (von neglected tropical disease) bezeichnet werden und gemeinsam 90 Prozent der armutsassoziierten Tropenkrankheiten ausmachen.

## Erreger und Vektoren

### Erreger
Erreger der Filiariosen sind verschiedene parasitische Fadenwürmer aus der Gruppe der Filarien (Filarioidea). Je nach ihrer Lebensweise lösen verschiedene Arten unterschiedliche Typen der Filariose aus. Wuchereria bancrofti und Brugia malayi führen durch Besiedlung der Lymphgefäße zur lymphatischen Filariose. Loa loa lebt als Wanderfilarie im Unterhautgewebe, der Subkutis und löst die Loiasis aus, die sich auch im Auge manifestieren kann („Augenwurm“). Ebenfalls im Unterhautgewebe leben die Erreger der Onchozerkose, Onchocerca volvulus, die zur sogenannten Flussblindheit führen kann.
Die Filarien führen eine endosymbiotische Lebensweise mit Bakterien der Gattung Wolbachia, sie sind für die Existenz der Würmer essentiell.

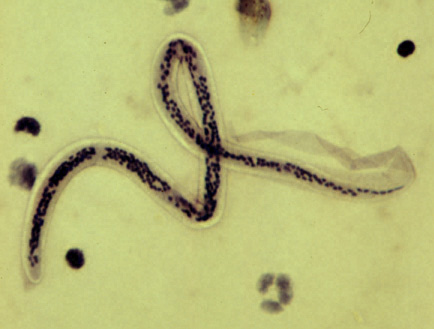
Wuchereria bancrofti
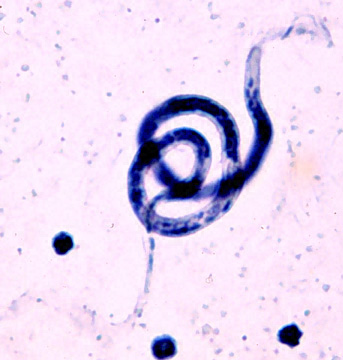
Brugia malayi
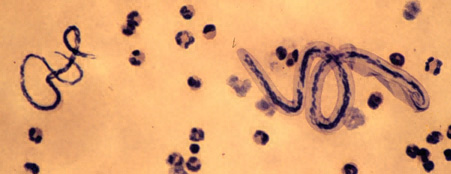
Mikrofilarie von Loa loa (rechts) und Mansonella perstans (links) im selben Blutausstrich
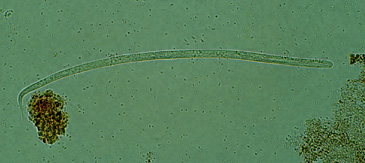
Onchocerca volvulus

### Vektoren

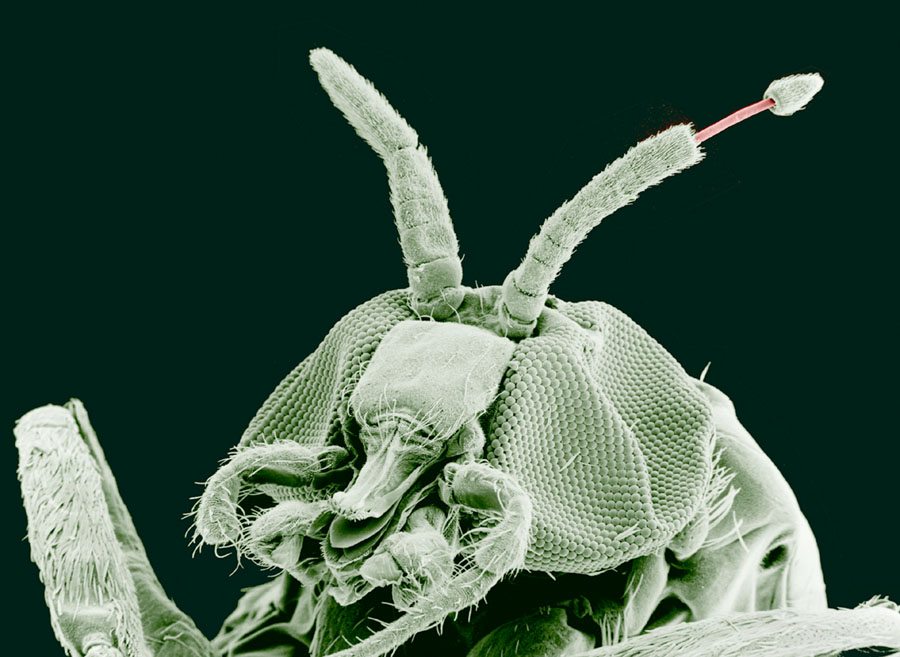
Kriebelmücke mit am linken Fühler austretender Onchocerca-Filarie

Die Larven der Filarien, benannt als Mikrofilarien, werden durch verschiedene blutsaugende Insekten übertragen. Die Übertragung erfolgt durch den Stich der Insekten, die als Zwischenwirt und Vektor dienen. Die Insekten nehmen die Larven der Filarien, die Mikrofilarien, mit dem Blut ihres Wirtes auf und geben zugleich die entwickelten Filarien in das Blut- und Lymphsystem ab.
Stechmücken spielen die zentrale Rolle bei der Übertragung der Erreger der lymphatischen Filariosen. So wird Wuchereria bancrofti von Stechmücken der Gattungen Aedes und Culex übertragen, Brugia malayi von Arten der Gattungen Anopheles und Mansonia. Vektoren der Loiasis sind Bremsen der Gattung Chrysops, und Onchocerca volvulus wird nur von einzelnen Arten der Kriebelmücken der Gattung Simulium übertragen. Bei tierpathogenen Filarien können zudem blutsaugende Milben oder Zecken eine Rolle spielen, etwa bei Litomosoides carinii, der Ratten befällt.

## Vorkommen und Epidemiologie
Die Verbreitung der Krankheiten ist abhängig vom Verbreitungsgebiet der jeweiligen Vektoren. Die meisten Filariosen werden durch Insekten in tropischen Ländern übertragen. Man schätzt, dass weltweit ca. 100 bis 200 Millionen Menschen mit Fadenwürmern infiziert sind. Insbesondere die Bevölkerung in Entwicklungsländern ist betroffen.

## Einteilung und klinisches Bild
Filariosen werden entsprechend den unterschiedlichen Lebensweisen der Filarien und der damit zusammenhängenden Krankheitssymptome unterschieden. Als Filariosen im eigentlichen Sinne werden die lymphatischen Formen betrachtet, ausgelöst durch im Lymphgefäßsystem lebende Arten.

### Lymphatische Filariosen

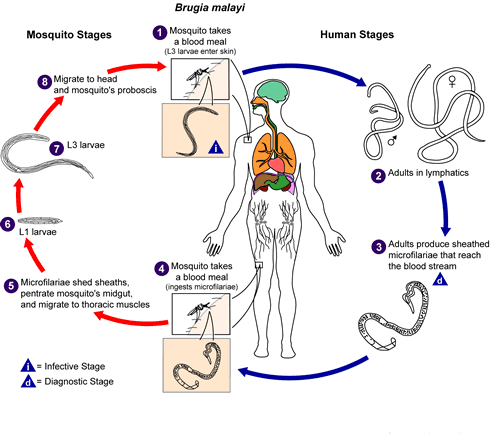
Lebenszyklus von Brugia malayi

Die lymphatische Filariose gilt auch als Filariose im eigentlichen Sinne und wird vor allem durch die Filarien Wuchereria bancrofti, Brugia malayi und Brugia timori ausgelöst.
Die Erstinfektion erfolgt in den tropischen Epidemiegebieten bereits frühkindlich. Die Filarien entwickeln und vermehren sich in den Lymphknoten der infizierten Personen und die Mikrofilarien wandern in die peripheren Lymphgefäße, wo sie periodisch nachgewiesen werden können. Während dieser Zeit entwickelt der infizierte Körper zunehmend eine Immunabwehr, die sich in einer erhöhten Zahl eosinophiler Granulozyten im Blutbild (Eosinophilie) mit Fieber und intermittierender Lymphangitis zeigt. Zugleich kommt es zu einem starken Anstieg der Mikrofilarienzahl (Mikrofilarämie) mit tageszeitabhängiger (circadianer) Periodizität.
Bei zunehmender Manifestation der Krankheit entwickeln sich verschiedene Spätfolgen, die sich vor allem aufgrund der Zunahme lebender und abgestorbener Mikrofilarien in den Lymphbahnen ausbilden. Vor allem im Hodenbereich des Mannes kommt es zu Entzündungen und Schwellungen des Hodens (Orchitis), des Nebenhodens (Epididymitis) und der Samenstränge (Funikulitis), Wasserbrüche in den Hoden (Hydrozele) und Lymphödeme des Hodensacks (Lymphscrotum). Nach mehrjährigem Verlauf und zunehmender Verstopfung der Lymphgefäße (Obstruktion) und nachfolgender Verödung durch abgestorbene Mikrofilarien kommt es zu Verhärtungen der Lymphgefäße (Lymphvarikosen), Chylurie und Chylothorax durch Abflussstörungen der Lymphe sowie der Ausbildung der Elephantiasis vor allem der Beine aufgrund von Lymphansammlungen im Gewebe.

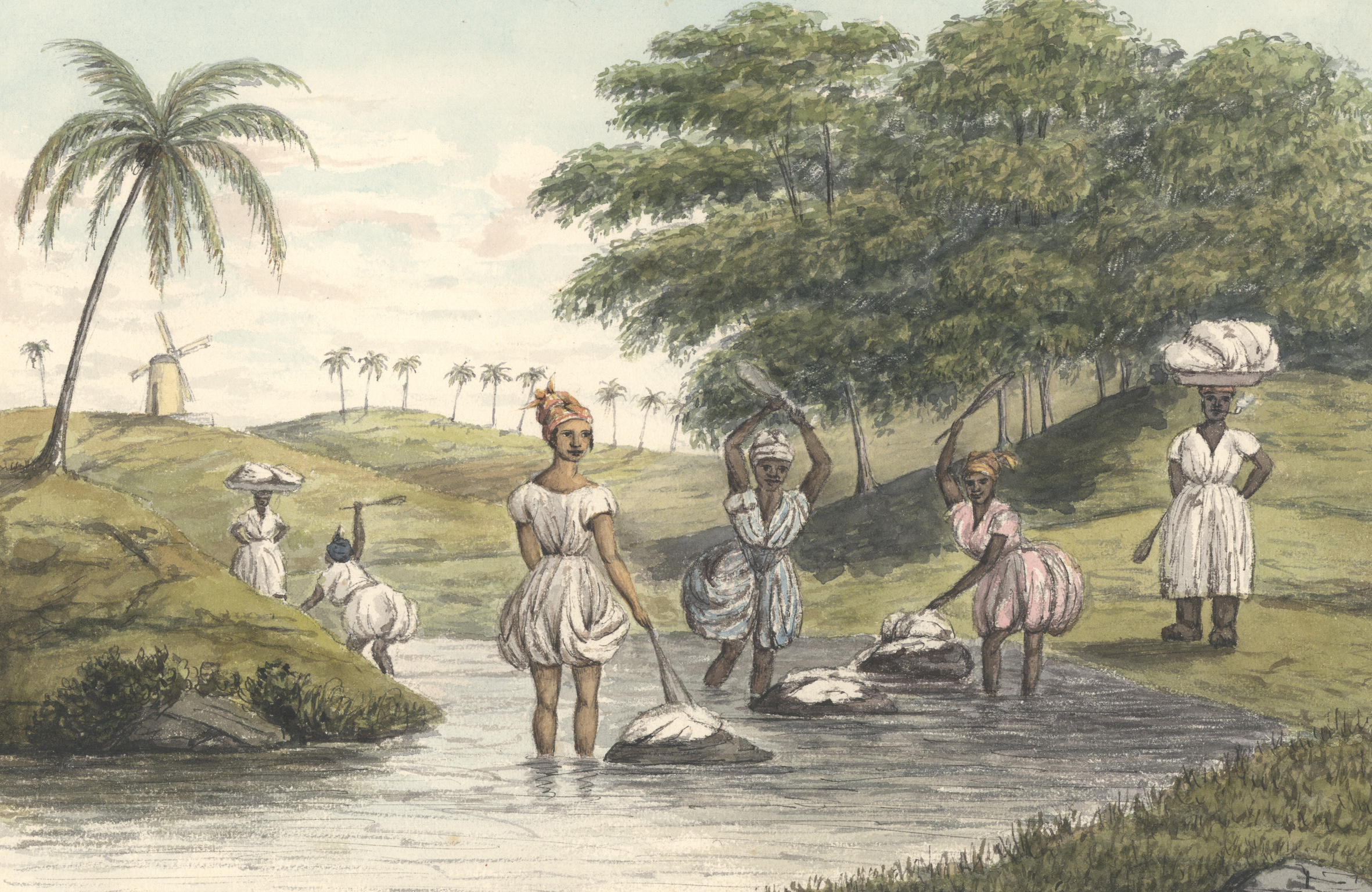
Frühe Darstellung aus Afrika (ca. 1844) (Betroffene rechts im Bild)
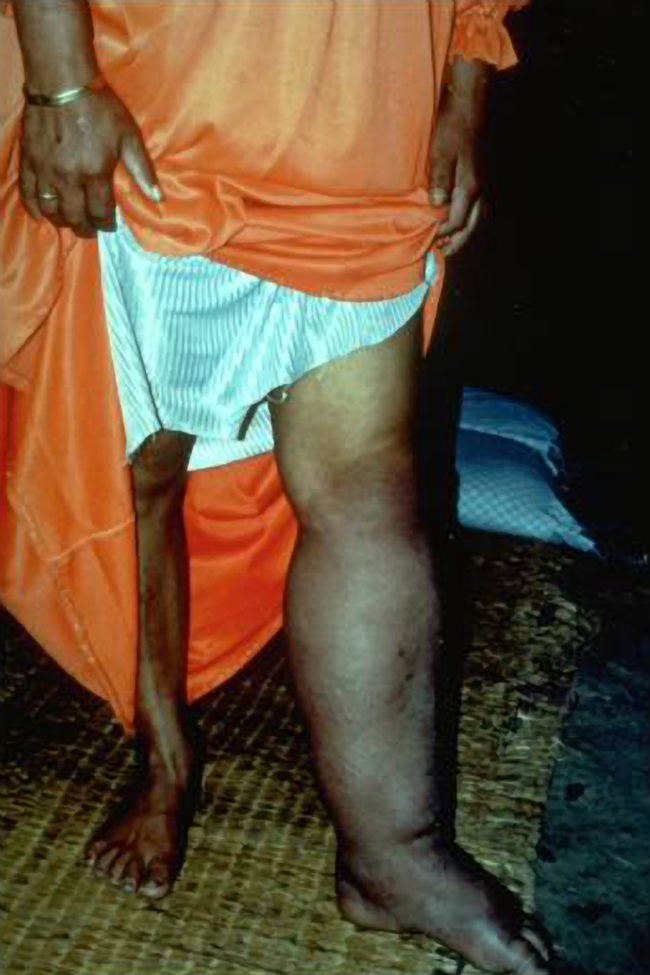
Elephantiasis des Beines, ausgelöst durch Mikrofilarien
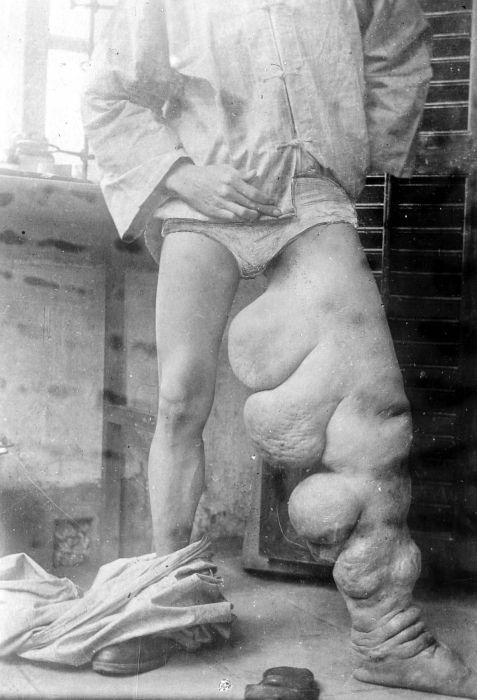
Elephantiasis des Beines, ausgelöst durch Mikrofilarien
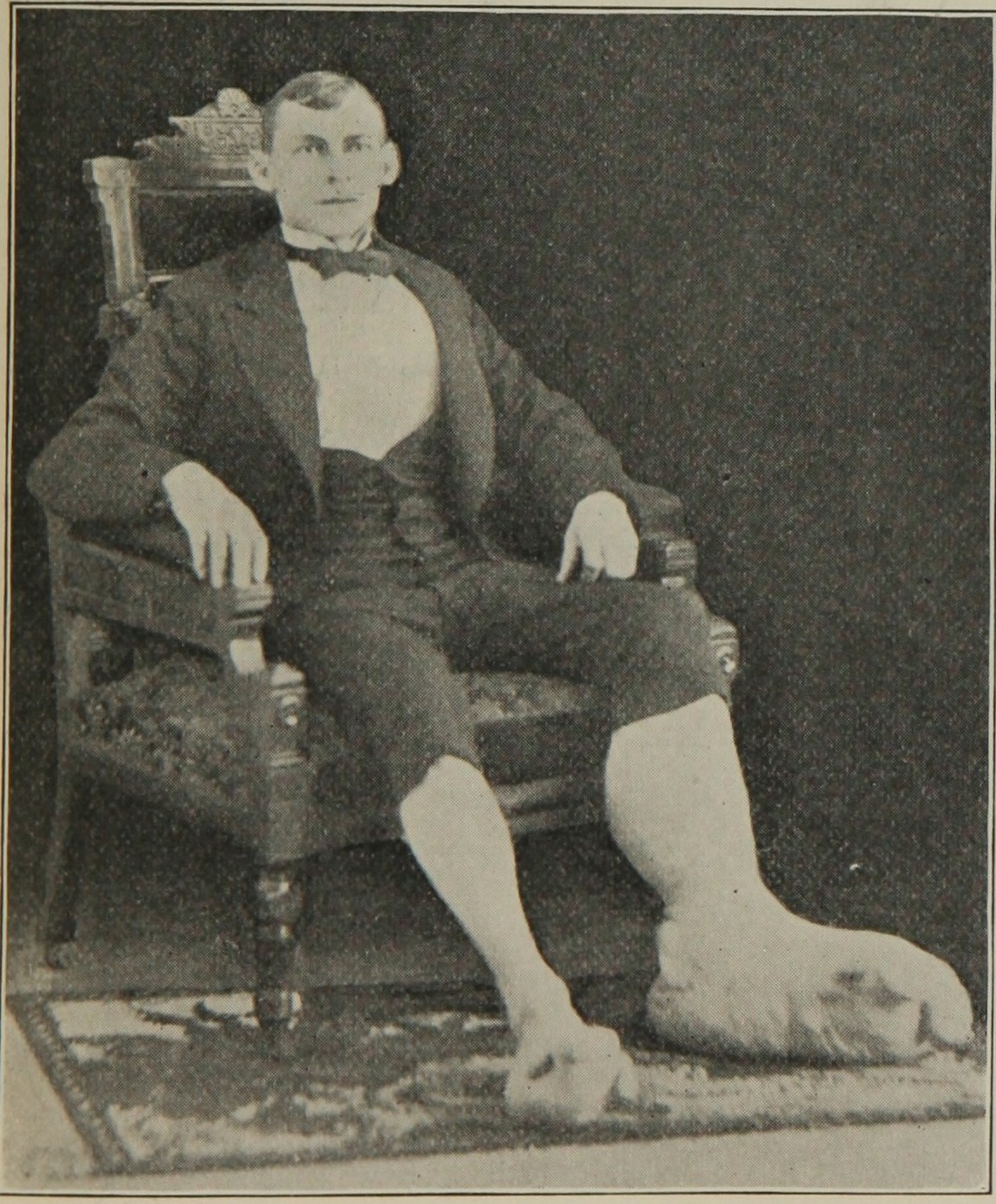
Amerikaner mit Elephantiasis der Füße (kurz vor 1900)
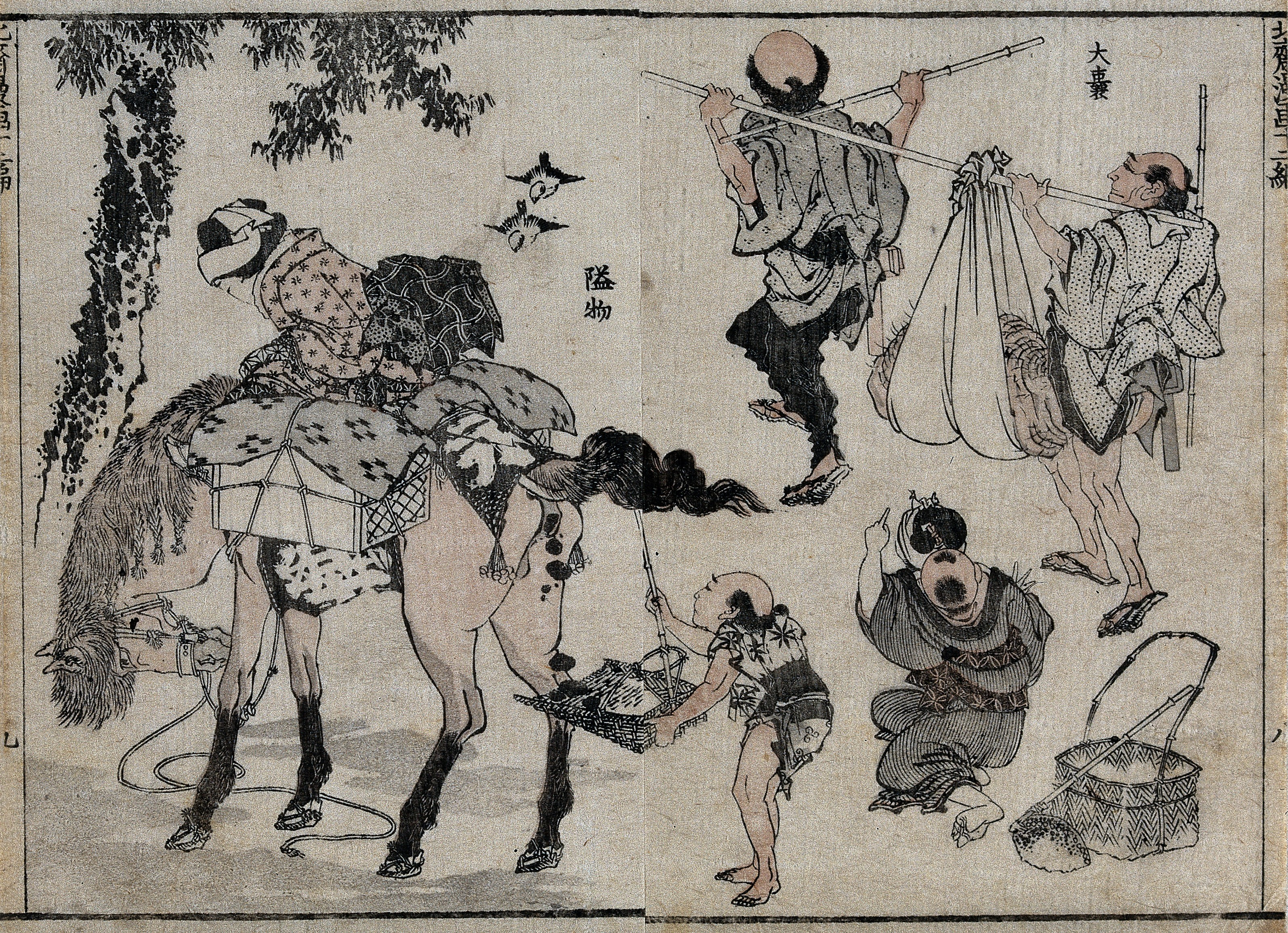
Frühe Darstellung von Genitalelephantiasis, 1834 aus Japan
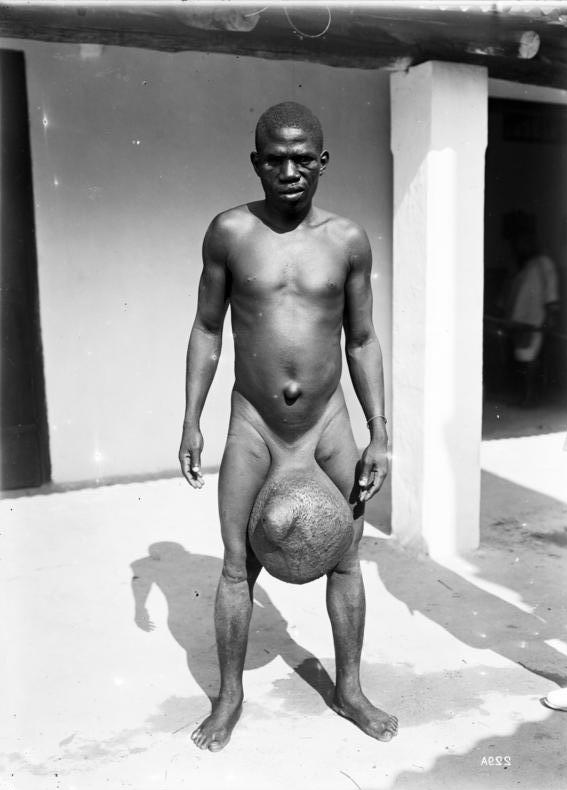
Afrikaner mit Genitalelephantiasis, 1906
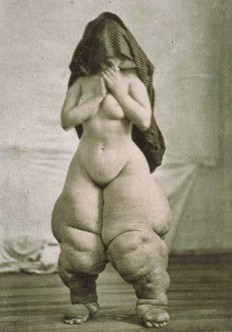
Klinische Aufnahme für eine Fachzeitschrift: anonymisiert fotografierte Betroffene mit Elefantiasis (1878)

### Loiasis
Die Loiasis wird ausschließlich durch Loa loa ausgelöst und ihre Verbreitung ist auf tropische Regenwaldgebiete Afrikas beschränkt. Anders als bei den lymphatischen Filariosen wandern die Filarien im Unterhautzellgewebe (Wanderfilarie), im Bindegewebe unter der Haut sowie unterhalb der Bindehaut des Auges (subkonjunktival). Kommt Loa loa im Auge vor, wird er als „Augenwurm“ bezeichnet.
Die Symptome der Loiasis sind vor allem auf Immunreaktionen und allergische Reaktionen zurückzuführen. Es bilden sich scharf abgegrenzte und stark juckende Schwellungen der Haut, die jeweils für einige Tage präsent sind und in unregelmäßigen Abständen erneut auftreten (rezidivieren) und als Kalabar-Beule oder Kamerunbeule bezeichnet werden. Die Larven (Mikrofilarien) werden in das Lymphsystem abgegeben und können so entsprechend nachgewiesen werden, haben jedoch keine Symptomatik analog zu den lymphatischen Filariosen.

### Onchozerkose und Flussblindheit

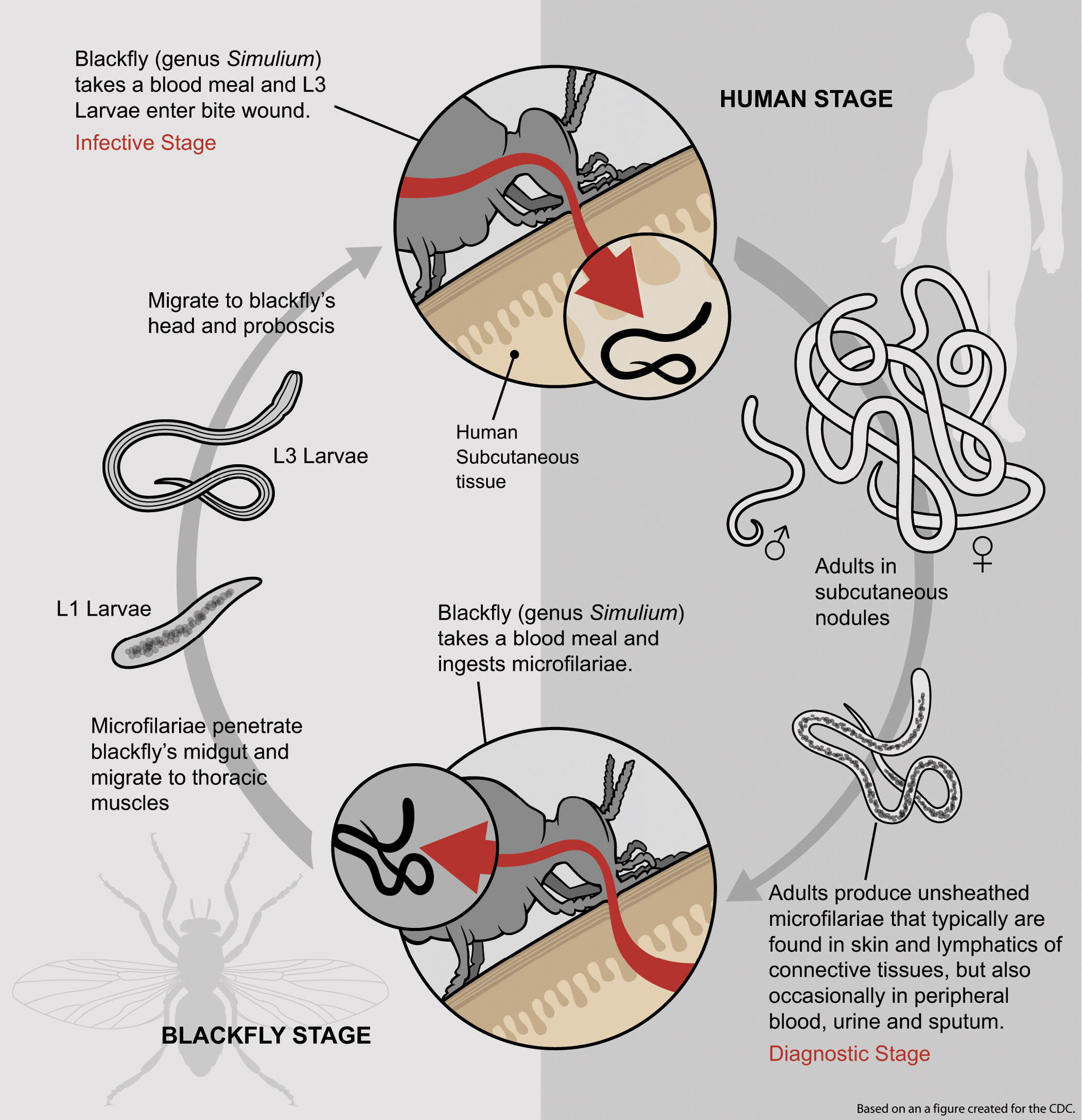
Lebenszyklus von Onchocerca volvulus

Die Onchozerkose, auch bekannt als Knotenfilariose, wird durch eine Infektion mit Onchocercas volvulus ausgelöst. Wie bei der Loiasis leben die adulten Würmer auch bei dieser Infektion im Unterhautbindegewebe. Sie wandern jedoch nicht, sondern bleiben lokal in Knoten und geben ihre Larven in das angrenzende Bindegewebe ab. Die Larven zerstören hier die elastischen Fasern und führen zu chronischem Juckreiz, Hautentzündungen (Dermatitis), Lichenifikation, Atrophie der betroffenen Gewebe, Depigmentation der Haut sowie Loslösung von Hautfalten im Bindegewebe (Presbydermie).
In den Epidemiegebieten kommt es durch Befall der Augen mit den Mikrofilarien in bis zu 10 % der Infektionsfälle zu einer Erblindung. Dies kann sowohl durch den Befall der Hornhaut und der Augenkammer wie auch durch den Befall der hinteren Augenbereiche nahe der Netzhaut und des Sehnervs geschehen. Der Befall in den vorderen Abschnitten führt zu lokalen Entzündungen der Hornhaut (Keratitis), der Bindehaut (Konjunktivitis), der Iris und des Ziliarkörpers (Iridozyklitis) sowie der mittleren Augenhaut (Uvea, Uveitis) und darüber zu Lichtscheu (Photophobie), Glaukom (grüner Star) und Katarakt (grauer Star). Im hinteren Augenbereich führt die Infektion zu allergischen Reaktionen, der Entzündung der Netzhaut und der Aderhaut (Chorioretinitis) sowie des Sehnervs (Neuritis nervi optici) oder zur Optikusatrophie. Diese durch den Befall mit den Mikrofilarien von Onchocercus volvulus ausgelösten Formen der Erblindung werden als Flussblindheit zusammengefasst.

### Mansonelliasis
Auch die Mansonella-Filarien leben im Bindegewebe. Dabei finden sich Mansonella ozzardi und Mansonella perstans im Bindegewebe des Bauchfells (Peritoneum) und Mansonella streptocerca im Unterhautzellgewebe. Anders als andere Filarien sind sie weitgehend apathogen, lösen also keine über die Wurminfektion hinausgehenden Erkrankungen und Symptome aus.

### Sonstige Filariosen

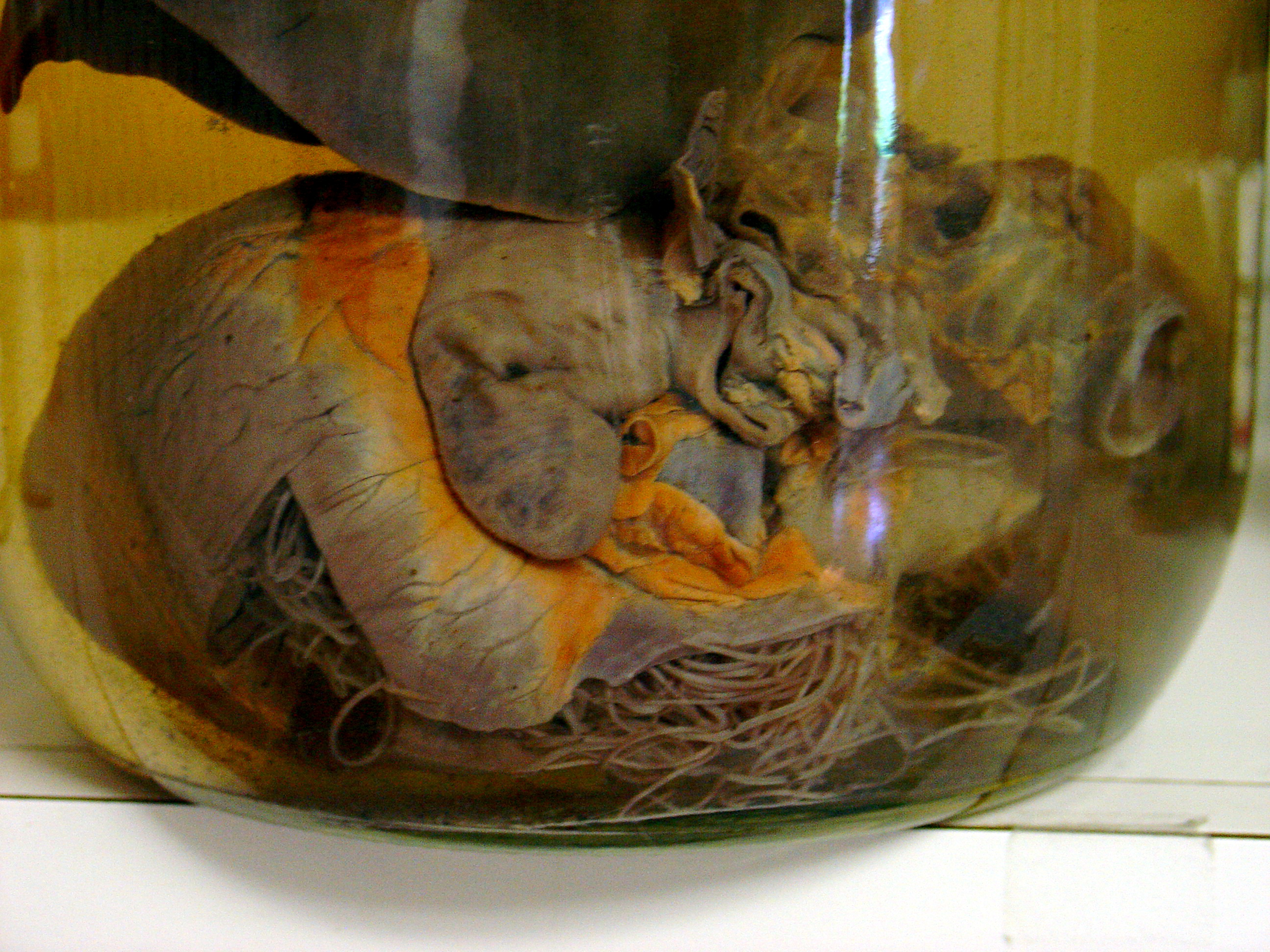
Mit Herzwurm (Dirofilaria immitis) infiziertes Hundeherz

Neben den beschriebenen Filariosen werden weitere Filariosen des Menschen von der Internationalen statistische Klassifikation der Krankheiten und verwandter Gesundheitsprobleme zusammengefasst. Hierunter fallen vor allem Zoonosen, also Infektionen mit Arten, bei denen der Mensch nicht der eigentliche Wirt ist (Fehlwirt). Beispiele für entsprechende Zoonosen sind Infektionen mit Dirofilaria immitis und Dirofilaria repens, Acanthocheilonema reconditum und Brugia pahangi. Diese Arten befallen neben dem Menschen vor allem Hunde (→ Herzwurmerkrankung, Kutane Dirofilariose), Katzen (→ Dirofilariose), Huftiere und Primaten.

## Diagnostik
Abhängig von der Art und dem Ort der Manifestation der Filariose erfolgt die Diagnostik ebenfalls unterschiedlich. Bei den lymphatischen Filariosen treten die Mikrofilarien im Blutbild und der Lymphflüssigkeit auf und können dort nachgewiesen werden, wobei die Mikrofilarien von Loa loa und Wuchereria bancrofti zu jeweils artspezifischen Tageszeiten nachweisbar sind. Sie treten in der Regel nachts auf und sind somit abgestimmt auf das Blutsaugverhalten der Vektoren. Lymphatische Mansonella-Arten zeigen dagegen kein periodisches Auftreten. Die Mikrofilarien von Onchocercas volvulus und Mansonella streptocerca treten in der Haut auf.
Auch verschiedene Verfahren der Serodiagnostik geben Hinweise auf die Infektion mit Filarien, vor allem der Immunfluoreszenztest (IFT), die Komplementbindungsreaktion (KBR) und das Enzymimmunoassay (EIA) zum Nachweis von Antikörpern und Antigenen im Blutserum.

## Behandlung
Die medikamentöse Behandlung und zeitlich begrenzte Prophylaxe erfolgt bei Loiasis und lymphatischen Filariosen durch die Gabe von Diethylcarbamazin, einem Anthelminthikum. Ivermectin, ein Avermectin, wird gegen Mikrofilarien und Albendazol, ebenfalls ein Anthelminthikum, gegen adulte Filarien empfohlen. Weitere Arzneimittel können bei der Behandlung der Onchozerkose zum Einsatz kommen.
Durch die guten Ergebnisse von Studien, bei denen Ivermectin zum Einsatz kommt, hat die WHO ihre Empfehlungen 2017 geändert und empfiehlt nunmehr eine Dreifachkombination aus Ivermectin, Diethylcarbamazin und Albendazol zur Therapie und Prophylaxe der lymphatischen Filariose, die sogar bei einfacher Massenverteilung eine hohe Erfolgsrate aufweist. Neben der lymphatischen Filariose wirkt diese Kombination auch gegen begleitend bestehende intestinale Helminthen-Infektionen und Kopfläuse.
Allerdings ist die Gabe von Diethylcarbamazin in Gegenden, in denen auch die Onchozerkose endemisch ist, nicht indiziert, da bei einer Infektion die Einnahme von Diethylcarbamazin zu schweren Nebenwirkungen führen kann. Ebenso darf bei einem Befall mit Loa loa kein Ivermectin gegeben werden, da dies insbesondere bei hoher Parasitämie akute schwere Nebenwirkungen auslösen kann. In beiden Fällen kann es durch die Medikamenteneinnahme zu einem akuten massiven Absterben der Parasiten und Toxin-Freisetzung kommen, wodurch eine schwere Entzündungsreaktion ausgelöst werden kann, die bis zum Multiorganversagen und Tod führen kann. Besonders in vielen afrikanischen Ländern sind alle drei Parasiten endemisch.
Die Spätfolgen, vor allem die Hydrozele und teilweise die Elephantiasis, können chirurgisch behandelt werden. Allerdings führt die Filariose auch zu erheblichen psychologischen und sozialen Folgen, so dass die WHO die lymphatische Filariose als die zweitstärkste „behindernde“ (disabling) Erkrankung einstuft. Die Anzahl der weltweit durch Filariose und ihre körperlichen Folgen verlorenen gesunden Lebensjahre (DALY) ist erheblich, daher wurden bereits 2012 Maßnahmen zur Bekämpfung von Filariose beschlossen (siehe auch: Maßnahmen zur Bekämpfung von NTDs).

## Eradikation der lymphatischen Filariasis
Auf der Weltgesundheitsversammlung der WHO wurde 1997 die Eliminierung der lymphatischen Filariasis zu einem Weltgesundheitsziel ausgerufen, woraus 2000 das Global Program to Eliminate Lymphatic Filariasis (GPELF) entstand.
Neben Maßnahmen der Vektorkontrolle werden vor allem prophylaktische und therapeutische Massenbehandlungen empfohlen. Ziel ist in endemischen Gebieten eine jährliche Einmalbehandlung von mindestens 65 % der Bevölkerung für fünf Jahre zu erreichen, um so die weitere Ausbreitung zu unterbinden – was aber nicht den Menschen mit bleibenden Behinderungen zugutekommt. Standard ist eine einmal jährliche Gabe von Diethylcarbamazine und Albendazol für alle Bewohner, außer Schwangeren, Kindern unter zwei Jahren und Schwererkrankten. Nur in Ländern mit ebenfalls hoher Verbreitung der Onchozerkiasis, also in weiten Teilen Afrikas und im Jemen, wird wegen möglicher unerwünschter Effekte des Diethylcarbamazines bei gleichzeitig vorliegender Flussblindheit stattdessen eine Kombination aus Ivermectin und Albendazol ausgegeben (ebenfalls an die gesamte Bevölkerung, außer Schwangere, Kinder unter 90 cm und Schwerkranke).
Bis 2018 wurden damit nach dem GPELF-Programm 6,7 Milliarden Einmaldosierungen ausgegeben, und 850 Millionen Menschen in 66 Ländern mindestens einmal behandelt. Für 2016 berichtete die WHO über eine Abdeckung von fast 58 % der Menschen, die eine Therapie oder Prophylaxe benötigen (mit zu dem Zeitpunkt fast 500 Millionen Behandelten in vierzig Ländern). Hierdurch konnte in zwanzig Ländern die Massenabgabe gestoppt werden, neun Länder hatten dabei die erforderliche Abdeckung erreicht. 500 Millionen Menschen benötigen inzwischen keine Therapie oder Prophylaxe mehr. Es wird geschätzt, dass durch die Massenbehandlung bis 2015 97 Millionen Infektionen, 18 Millionen Fälle einer Hydrozele und mindestens 5,5 Millionen Fälle eines Lymphödems vermieden oder geheilt werden konnten. Trotzdem bleiben 2018 noch 852 Millionen Menschen in 52 Ländern behandlungsbedürftig.

## Fachzeitschriften
- Filiaria Journal, im Open Access, Erscheinungszeitraum 2002 bis 2008, seitdem Bestandteil von Parasites & Vectors